# Exabyte Corporation

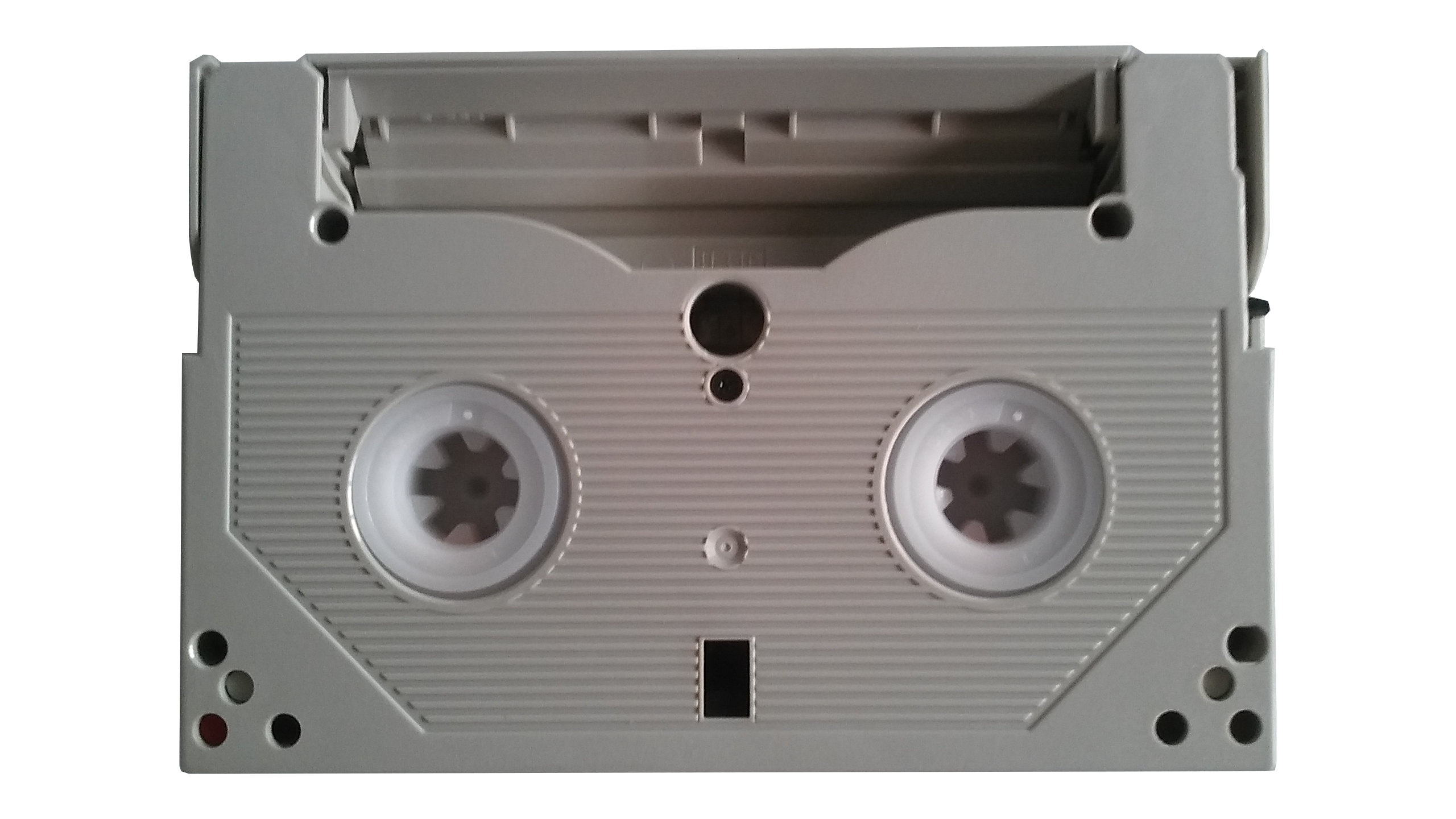
Rückseite einer Mammoth-Kassette

Die Exabyte Corporation war ein US-amerikanischer Anbieter von Magnetband-Speicherlösungen und ein innovativer Vorreiter auf diesem Gebiet. 
Das Unternehmen wurde 1985 von Kelly Beavers, Juan Rodriguez und Harry Hinz gegründet und stellte 1987 sein EXB-8200-Magnetbandsystem vor, das auf dem Data8-Format (8 Millimeter Bandbreite) basierte. Im Jahr 1996 wurde das Mammoth-System eingeführt, welches ebenfalls eine Bandbreite von 8 mm aufwies. Die vertriebenen Magnetbandsysteme wurden größtenteils von Unternehmenskunden zur Datensicherung verwendet. Im Jahr 2001 fusionierte Exabyte mit dem Unternehmen Ecrix, das 1996 von Kelly Beavers und Juan Rodriguez, zwei der drei Exabyte-Gründer, ins Leben gerufen wurde. Durch diese Fusion kam Exabyte in den Besitz der VXA-Technologie. Die Unternehmensgeschichte Exabytes endete 2006 mit einer Übernahme durch Tandberg Data.

## Einzelnachweise

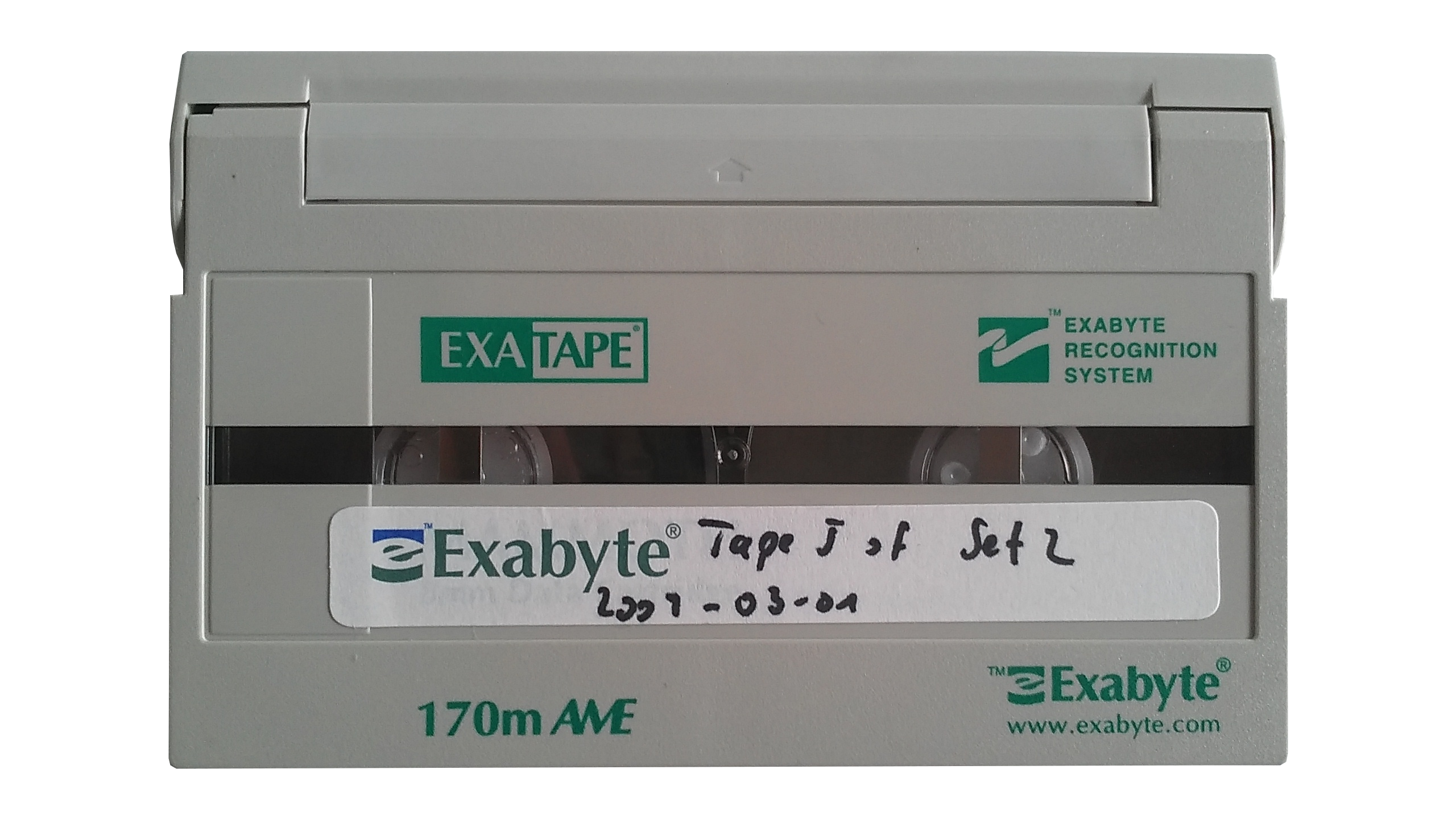
Vorderseite einer Mammoth-Kassette zur Datensicherung in Unternehmen